# Zakspeed
Zakspeed est une écurie automobile qui a participé au championnat du monde de Formule 1 de 1985 à 1989. En 53 qualifications, l'écurie a inscrit un total de 2 points grâce à Martin Brundle au Grand Prix de Saint Marin 1987.

## Historique en F1

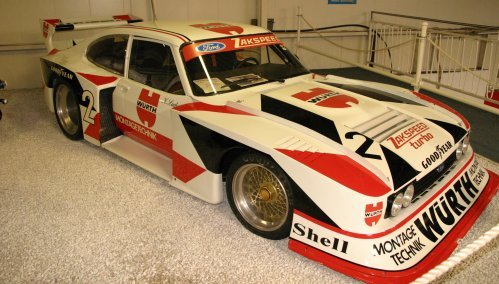
Ford Capri Zakspeed de 1981 (Groupe 5)

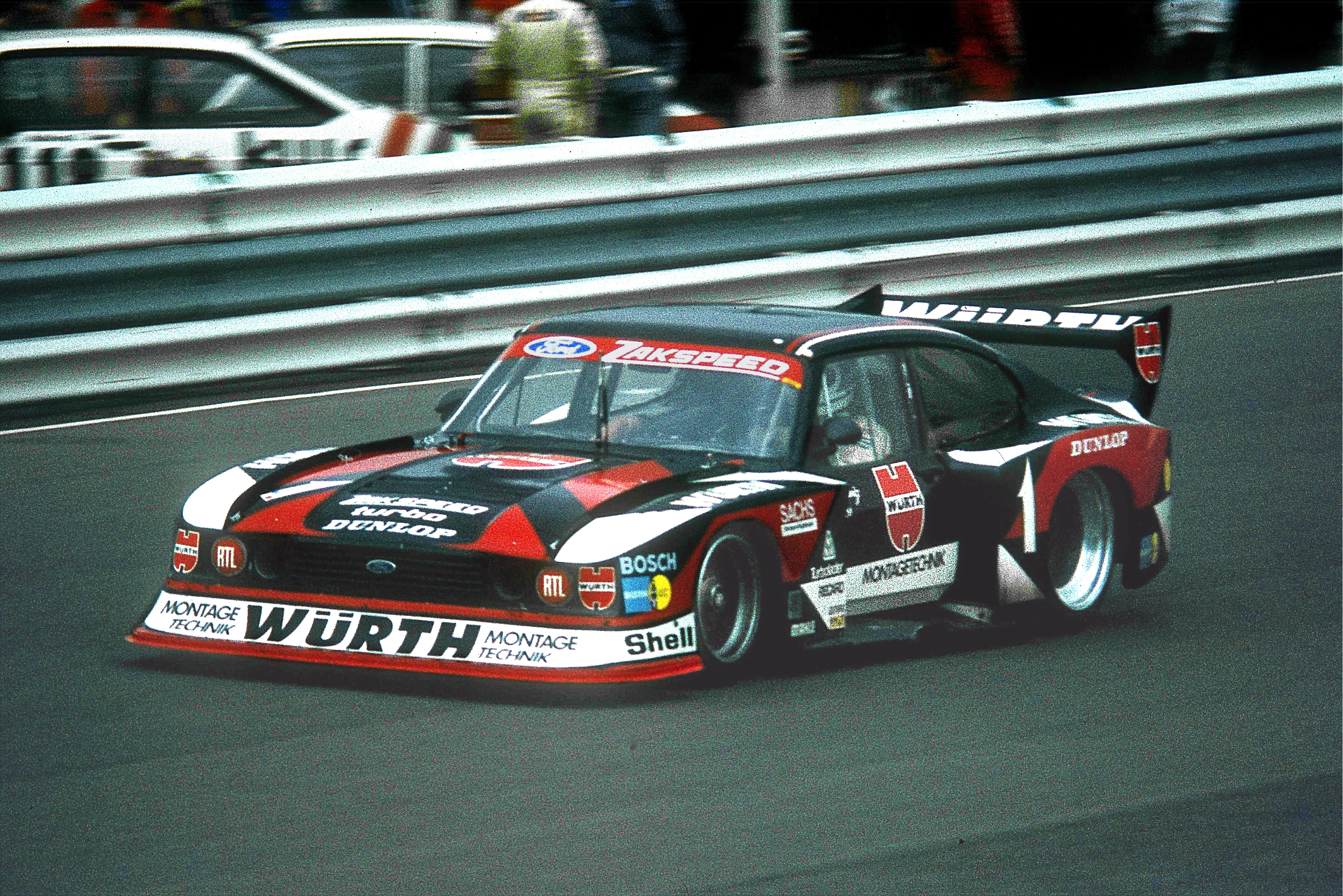
Jochen Mass sur Ford Capri Turbo au Nurburgring en 1980.

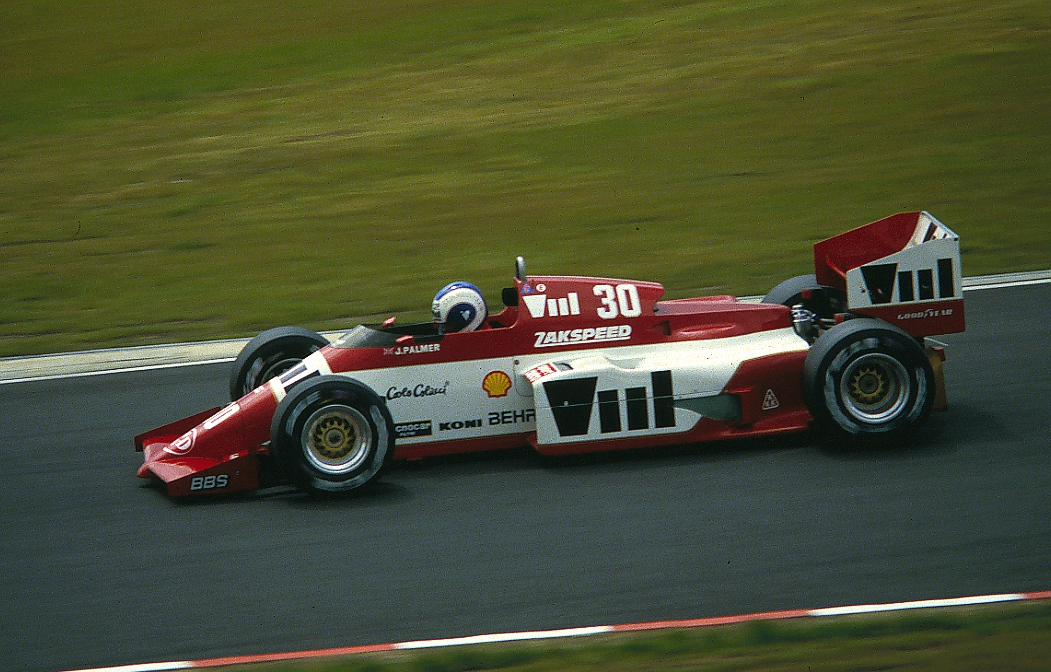
Jonathan Palmer au GP d'Europe 1985 à Brands Hatch sur la Zakspeed 841.

Zakspeed est à l'origine une officine de mécanique automobile fondée par Erich Zakowski et spécialisée dans la préparation de berlines de sport engagées dans le championnat de tourisme allemand. Zakspeed débute par la préparation de berlines Ford Escort et Capri avant de devenir préparateur officiel BMW, il fait alors courir l'espoir belge Eric van de Poele.
En 1985, et alors que l'autre écurie allemande ATS quitte le championnat du monde, Zakspeed s'engage en Formule 1, non seulement en tant qu'écurie, mais en tant que constructeur et motoriste. Zakspeed est ainsi la quatrième écurie avec Ferrari, Renault et Alfa Romeo à s'engager "à part entière" en F1. La 841 dispose d'un châssis en carbone-kevlar et d'un 4 cylindres turbo maison accouplé à une boîte de vitesses Hewland. Zakspeed bénéficie surtout du sponsoring du cigarettier allemand West et aligne une monoplace pour Jonathan Palmer puis l'Allemand Christian Danner qui le remplace à la suite d'un accident en Endurance. Cette première saison sera décevante puisqu'en 9 participations, seul Palmer franchira le drapeau à damiers en une seule occasion (onzième à Monaco). La 841 pêche en fiabilité: le moteur-maison est trop fragile et la boîte ne supporte pas sa brutalité. Zakowski, qui dépense énormément de budget pour fiabiliser sa mécanique est contraint de ne pas disputer l'intégralité du championnat pour pouvoir s'engager l'année suivante avec une nouvelle monoplace.
En 1986, Jonathan Palmer reprend le volant de la nouvelle 861 dessinée par Paul Brown. Si la monoplace est aussi bien finie que sa devancière, elle n'est pas plus fiable et Palmer est contraint à l'abandon lors des trois premiers GP de la saison : Zakspeed a fiabilisé son moteur et sa boîte, mais se débat avec d'insolubles soucis de freinage et de refroidissement moteur. Zakowski décide d'aligner une seconde voiture confiée au pilote payant Huub Rothengatter dès le GP de Saint Marin. Hormis une non-qualification de Huub pour son premier GP, les 861 se qualifient de conserve pour tous les GP de la saison, sans décrocher cependant le moindre point (18 abandons)
En 1987, Martin Brundle est engagé aux côtés de Christian Danner. Ils débutent sur les anciennes 861 et décrochent quelques résultats honorables. Puis la 871 fait ses premiers tours de roues et, pour son baptême de piste, permet à Brundle de marquer les premiers points de l'écurie (5e à Imola). À partir du GP de Belgique, les deux pilotes roulent en Zakspeed 871. Malgré un réel potentiel et une aérodynamique très travaillée, la monoplace ne rentrera plus dans les points car elles souffre toujours d'une médiocre fiabilité.
En 1988, Zakspeed réussit l'exploit d'engager sa nouvelle monoplace, la 881, dès l'entame de la saison. Elle est confiée au duo Bernd Schneider et Piercarlo Ghinzani mais dispose toujours du problématique moteur-maison. Les pilotes ne parviennent que difficilement à se qualifier (14 départs en tout pour les 2 monoplaces) et ne franchissent le drapeau à damiers qu'à trois reprises seulement. 
Pour 1989, Zakspeed s'en remet à Yamaha et abandonne son moteur trop difficile à développer et fiabiliser. Cependant Yamaha débute en F1 et le V8 Yamaha OX (8 cylindres en V à 75°, 3 498 cm3 et 600 chevaux) connaît des problèmes de fiabilité. La 891 ne parvient à décrocher sa qualification qu'à deux reprises (pour deux abandons) grâce à Bernd Schneider. Aguri Suzuki, protégé de Yamaha, ne passe, lui, jamais le stade des pré-qualifications. En 1989, si l'Allemagne est représentée en championnat du monde par deux écuries, Zakspeed et Rial, aucune de ces structures ne dispose d'un budget lui permettant de briller, Zakowski en fait l'amer constat et prend la décision de se retirer à l'issue de la saison.
Au début des années 1990, Peter Zakowski prend progressivement la succession de son père à la tête de cette entreprise basée à Burgbrohl en Rhénanie-Palatinat.

## Résultats au championnat du monde de Formule 1
| Saison | Écurie               | Châssis                   | Moteur            | Pneus    | Pilotes                            | Grands Prix disputés | Points inscrits | Classement |
| ------ | -------------------- | ------------------------- | ----------------- | -------- | ---------------------------------- | -------------------- | --------------- | ---------- |
| 1985   | West Zakspeed Racing | Zakspeed 841              | Zakspeed L4 turbo | Goodyear | Jonathan Palmer Christian Danner   | 9                    | 0               | Non classé |
| 1986   | West Zakspeed Racing | Zakspeed 861              | Zakspeed L4 turbo | Goodyear | Jonathan Palmer Huub Rothengatter  | 16                   | 0               | Non classé |
| 1987   | West Zakspeed Racing | Zakspeed 861 Zakspeed 871 | Zakspeed L4 turbo | Goodyear | Martin Brundle Christian Danner    | 16                   | 2               | 10e        |
| 1988   | West Zakspeed Racing | Zakspeed 881              | Zakspeed L4 turbo | Goodyear | Piercarlo Ghinzani Bernd Schneider | 10                   | 0               | Non classé |
| 1989   | West Zakspeed Racing | Zakspeed 891              | Yamaha V8         | Pirelli  | Aguri Suzuki Bernd Schneider       | 2                    | 0               | Non classé |

## Le moteur Zakspeed

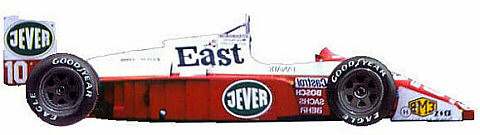
Zakspeed 871 de la saison 1987

- 4 cylindres en ligne turbocompressé.
- Cylindrée : 1 495 cm³.
- Régime moteur : 10 800 tr/min.
- Puissance : 800 ch.